# Valentino Garavani
Valentino Clemente Ludovico Garavani (Voghera, 11 de maio de 1932), conhecido apenas como Valentino, é um estilista italiano. Entrou no mundo da moda em 1950, quando era ainda adolescente e se mudou para Paris para estudar.  Sua casa de moda está entre os impérios de moda mais famosos do mundo.
Valentino tem em mente que: "nenhum  homem gostaria de sair com uma mulher que parece um homem" por isso seus modelos são extremamente femininos e possuem características próprias como os cortes diferenciados de sua grife, que é querida por famosos do mundo inteiro é uma das mais poderosas grifes do mundo; a marca Valentino também possui uma linha de cosméticos e de perfumes famosos como Rockin Rose e V.

## Biografia
Valentino Clemente Ludovico Garavani nasceu em 1932, em Voghera ao norte de Milão, na Itália. Desde criança já se interessava por desenhar figurinos para o cinema, sua grande paixão. Estudou na França, trabalhou com Guy Laroche e Jean Deses. Em 1959, abriu seu primeiro estúdio em Roma, no renomado endereço da Via Condotti. Três anos mais tarde, sua primeira coleção estreou no desfile Gotha em Florença. Foi um sucesso.
Desde então seu logotipo em “V” ganhou o mundo, tornando-se uma das marcas mais famosas e conhecidas do planeta. No ano de 1967, lançou a coleção denominada Valentino’s White, onde o famoso “V” apareceu pela primeira vez. Na década de 60, várias estrelas de Hollywood descobriram a moda da marca Valentino, impulsionando-a para sua expansão internacional. Porém, essa expansão só se tornou possível, quando no final desta década, Valentino conheceu Giancarlo Giammetti, que acabou por se tornar seu sócio.
Em 1972, introduziu sua coleção masculina e feminina “ready-to-wear”, além de inaugurar sua primeira boutique na cidade de Roma e outra em Milão. Nos anos seguintes introduziu em sua linha produtos como jeans braceletes e colares, camisetas, além de uma linha de decoração que incluía tecidos, estampas, papel de parede e móveis.
Em 1978, lançou seu primeiro perfume em noite de gala na cidade de Paris. A expansão da marca VALENTINO continuou com abertura de boutiques nos Estados Unidos e Japão. O ano de 1989 foi marcado pela inauguração da Academia Valentino, um espaço para apresentações de arte. Valentino é reconhecido mundialmente e está no topo alta-costura italiana.
Em 2008, Valentino anuncia que encerrará suas atividades no mundo fashion, em um desfile em Paris onde ele diz colocar junto 45 anos de carreira. O mesmo lamenta por não ter tido a oportunidade de preparar um herdeiro a altura para sua grife. Após a saída do mestre Valentino o cargo na criação da maison fica nas mãos de Pierpaolo Piccioli e Maria Grazia Chiuri.

## Galeria

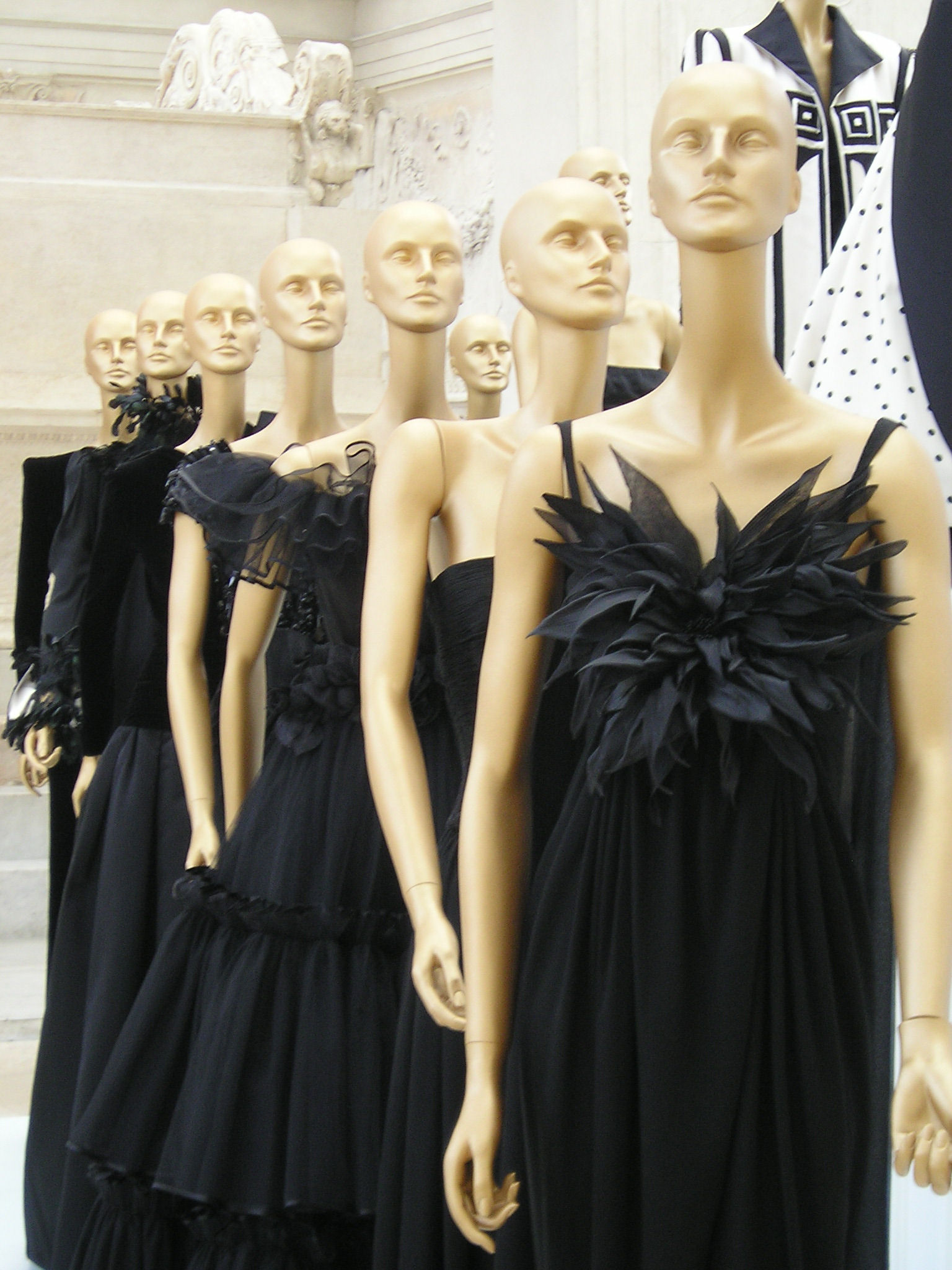
Uma coleção de vestidos pretos por Valentino.
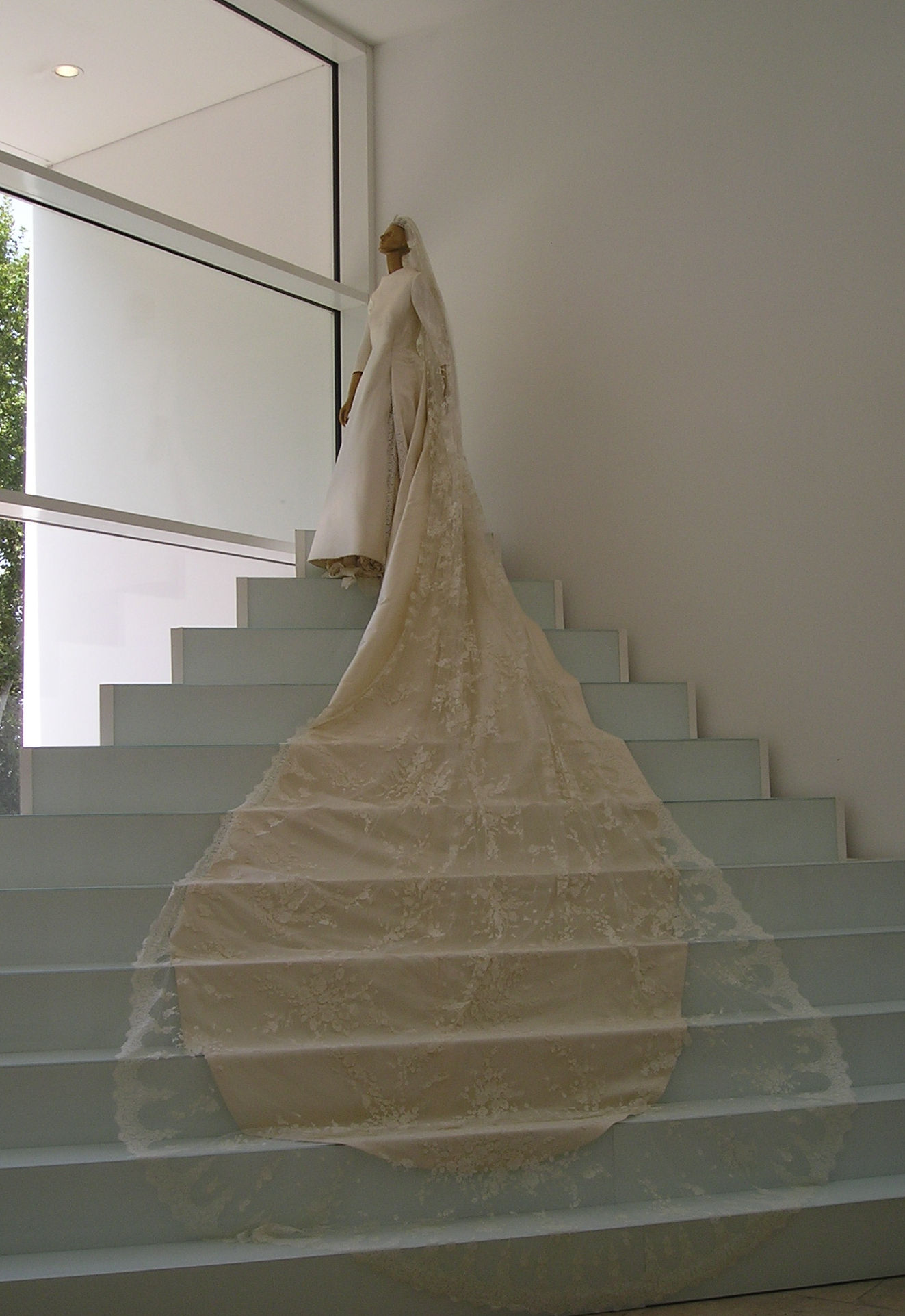
Um Vestido de casamento por Valentino.